# Actinote diaguita
Actinote diaguita är en fjärilsart som beskrevs av Hayward 1931. Actinote diaguita ingår i släktet Actinote och familjen praktfjärilar. Inga underarter finns listade i Catalogue of Life.